# Breiðablik UBK (baloncesto)
El Breiðablik Ungmennafélag Kópavogur (traducido como Club Juvenil Breiðablik de Kópavogur), conocido simplemente como Breiðablik o Breiðablik Kópavogur, es la sección de baloncesto masculino del Breiðablik Ungmennafélag. Tiene su sede en la localidad de Kópavogur, Islandia y actualmente juega en la 1. deild karla, la segunda categoría del baloncesto islandés.

## Palmarés
- 1. deild karla (Segunda categoría)

Campeones (5): 1976, 1992, 1995, 2001, 2008
- 2. deild karla (Tercera categoría)

Campeones (1): 1985

## Filial
El filial del Breiðablik, el Breiðablik-b disputa la 3. deild karla, lo que sería la 4ª división del baloncesto islandés.